# Giro di Toscana 2001
Il Giro di Toscana 2001, settantaquattresima edizione della corsa, si svolse il 6 maggio su un percorso di 199 km, con partenza a Chianciano Terme e arrivo a Arezzo. Fu vinto dallo sloveno Gorazd Štangelj della Liquigas-Pata davanti al francese Pascal Hervé e allo spagnolo Pablo Lastras.

## Ordine d'arrivo (Top 10)
| Pos. | Corridore          | Squadra                 | Tempo    |
| ---- | ------------------ | ----------------------- | -------- |
| 1    | Gorazd Štangelj    | Liquigas-Pata           | 4h50'45" |
| 2    | Pascal Hervé       | Alexia Alluminio        | s.t.     |
| 3    | Pablo Lastras      | iBanesto.com            | a 41"    |
| 4    | Simone Borgheresi  | Mercatone Uno-Stream TV | s.t.     |
| 5    | Massimo Giunti     | Cantina Tollo           | a 1'48"  |
| 6    | Ruslan Ivanov      | Alessio                 | a 2'10"  |
| 7    | Faat Zakirov       | Amore & Vita-Beretta    | s.t.     |
| 8    | Cristian Gasperoni | Cantina Tollo           | s.t.     |
| 9    | Marco Magnani      | Alexia Alluminio        | s.t.     |
| 10   | Ermanno Brignoli   | Mercatone Uno-Stream TV | s.t.     |